# Прва лига СР Југославије у кошарци 1997/98.
Првенство Југославије у кошарци 1997/1998. је било седмо првенство СРЈ у кошарци. Титулу је освојила Црвена звезда.

## Учесници првенства

### Табела
|     | Тим              | Игр. | Поб. | Изг. | П+   | П-   | П+/- | Бод |
| --- | ---------------- | ---- | ---- | ---- | ---- | ---- | ---- | --- |
| 1.  | Партизан         | 26   | 24   | 2    | 2226 | 1850 |      | 50  |
| 2.  | Будућност        | 26   | 24   | 2    | 2128 | 1846 |      | 50  |
| 3.  | Црвена звезда    | 26   | 19   | 7    | 2168 | 1966 |      | 45  |
| 4.  | Ива Зорка        | 26   | 16   | 10   | 1951 | 1846 |      | 42  |
| 5.  | КК ФМП Железник  | 26   | 15   | 11   | 1944 | 1920 |      | 41  |
| 6.  | Ловћен           | 26   | 14   | 12   | 1739 | 1759 |      | 40  |
| 7.  | Беобанка         | 26   | 14   | 12   | 1777 | 1693 |      | 40  |
| 8.  | Раднички Београд | 26   | 13   | 13   | 1926 | 1938 |      | 39  |
| 9.  | Беопетрол        | 26   | 11   | 15   | 1992 | 1997 |      | 37  |
| 10. | Спартак          | 26   | 10   | 16   | 1964 | 1993 |      | 36  |
| 11. | ОКК Београд      | 26   | 10   | 16   | 2102 | 2263 |      | 35  |
| 12. | Боровица         | 26   | 6    | 20   | 1886 | 2109 |      | 32  |
| 13. | Војводина        | 26   | 5    | 21   | 1732 | 1897 |      | 31  |
| 14. | Морнар           | 26   | 1    | 25   | 1617 | 2075 |      | 26  |

Легенда:

### Плеј-оф
1. Црвена звезда - ФМП Железник 	63:56
2. Црвена звезда - ФМП Железник 	65:68
3. ФМП Железник - Црвена звезда 	63:67
4. ФМП Железник - Црвена звезда 	76:77

## Састави екипа
| Екипа         | Играчи | Тренер                                         |
| ------------- | --- | ---------------------------------------------- |
| Црвена звезда | Игор Перовић, Војкан Бенчић, Игор Ракочевић, Јово Станојевић, Златко Болић, Миленко Топић, Владимир Кузмановић, Оливер Поповић, Дејан Мишковић, Жељко Топаловић                                        | Михаило Павићевић, Том Лудвиг, Владислав Лучић |
| ФМП Железник  | Дејан Вукосављевић, Веселин Петровић, Дејан Радоњић, Никола Јестратијевић, Александар Смиљанић, Горан Бошковић, Горан Николић, Никола Булатовић, Јовановић, Младен Шекуларац                           | Бошко Ђокић                                    |
| Партизан      | Владимир Ђокић, Харис Бркић, Милан Дозет, Александар Чубрило, Мишел Лазаревић, Славиша Копривица, Ратко Варда, Владимир Видачић, Дејан Томашевић, Мирослав Радошевић, Предраг Дробњак, Драган Луковски | Мирослав Николић, Милован Богојевић            |
| Будућност     | Владо Шћепановић, Гаврило Пајовић, Кривокапић, Вукчевић, Ђуро Остојић, Александар Ивановић, Марко Ивановић, Драган Ћеранић, Стеван Пековић, Владимир Драгутиновић, Зоран Јовановић                     | Горан Бојанић                                  |
| Ловћен        | Небојша Богавац | Миодраг Кадија                                 |
| Беобанка      | Иван Цимбаљевић, Лука Павићевић, Александар Глинтић, Зоран Стевановић, Милан Прековић, Горан Савановић, Стојадин Марковић, Вићентић, Млађан Шилобад, Небојша Јанковић                                  | Дарко Русо, Мићо Анђелић                       |
| Војводина     | Драган Ћеранић, Зоран Јовановић |                                                |
| Раднички      | Александар Нађфеји, Борис Раичевић | Рајко Тороман                                  |
| Беопетрол     | Душан Кецман, Љубисав Луковић, Жарко Чабаркапа |                                                |
| Спартак       | Ненад Чанак, Драган Марковић |                                                |
| Ива Зорка     | Лазаревић, Вукомановић, Ђурић, Зиројевић, Мијаило Грушановић, Тимотић, Влатко Илић, Неговановић, Ђалетић, Мањенчић                                                                                     | Милован Степандић                              |
| Морнар        | Ранко Чарапић, Саво Ђикановић |                                                |